# Sébastien Mazure
Sébastien Mazure (ur. 20 marca 1979 w Paryżu) – były francuski piłkarz występujący na pozycji napastnika.

## Kariera
Mazure zawodową karierę rozpoczynał w drugoligowym klubie Le Havre AC. Zadebiutował tam 9 września 2000 w przegranym 0:1 ligowym meczu z SM Caen. W Le Havre pełnił jednak rolę rezerwowego i w sezonie 2000/2001 zagrał tam w lidze 14 razy.
Latem 2001 podpisał kontrakt z innym drugoligowcem - SM Caen. W 2004 roku awansował z klubem do Ligue 1. W tych rozgrywkach pierwszy mecz zaliczył 7 sierpnia 2004 przeciwko FC Istres (1:1). 11 września 2004 w wygranym 1:0 meczu z RC Lens zdobył pierwszą bramkę w trakcie gry w Ligue 1. W 2005 roku wystąpił z klubem w finale Pucharu Ligi Francuskiej, jednak Caen przegrało tam 1:2 z RC Strasbourg. W tym samym roku spadł z klubem do Ligue 2. Wówczas odszedł z Caen.
Latem 2005 roku za dwa miliony euro został sprzedany do pierwszoligowego AS Saint-Étienne. W nowym klubie Mazure zadebiutował 30 lipca 2005 w zremisowanym 0:0 ligowym spotkaniu z AC Ajaccio. W sezonie 2005/2006 w Saint-Étienne rozegrał 20 spotkań i zdobył jedną bramkę.
W 2006 roku powrócił do SM Caen, grającego w Ligue 2. W 2007 roku Mazure awansował z Caen do Ligue 1. 2009 roku spadł z zespołem do Ligue 2. W tym samym roku, po wygaśnięciu kontraktu z Caen, zakończył karierę.